# Колпани (Бергамо)
Колпани је насеље у Италији у округу Бергамо, региону Ломбардија.
Према процени из 2011. у насељу је живело 28 становника. Насеље се налази на надморској висини од 210 m.